# Oregon State Police
Die Oregon State Police (OSP; auch State Trooper) ist die Strafverfolgungsbehörde (Law Enforcement Agency) des US-Bundesstaates Oregon. Sie untersteht dem Gouverneur von Oregon.
Die State Police wurde im Jahr 1931 gegründet. Hauptaufgabe war und ist es, die lokalen Polizeien und die Arbeit der Sheriffs in den ländlichen Gebieten Oregons zu unterstützen.

## Aufgabe und Organisation
Die Aufgabe der Behörde ist es, das die Lebensqualität und Sicherheit in Oregon zu fördern und das Eigentum und die natürliche Umwelt des Staates Oregon zu schützen. Dies soll erreicht werden durch Prävention, Bildungsangebote und die Unterstützung der Communities (Gemeinden) in ganz Oregon und schnelles Eingreifen, wenn notwendig. Die State Police hat verschiedene Abteilungen für spezielle Aufgaben, wie Drogenbekämpfung u. a. Einen wichtigen Teil nehmen die Aufgaben des „Fish and Wildlife Devision“ ein, deren Beamte die Naturgüter Oregons schützen, gegen Wilderei vorgehen und mit dem bundesstaatlichen US Fish and Wildlife Service zusammen arbeiten.
Die drei Hauptbereiche der State Police sind:
- Intergovernmental Services Bureau
- Bureau of Investigations (Kriminalpolizei)
- Central Operations Command (Koordinierungsstelle der Einsätze in ganz Oregon und Verwaltung)

Die State Police stellt auch die lokale Verbindung zum National Office of Homeland Security her.